# Campiglossa genalis
Campiglossa genalis är en tvåvingeart som först beskrevs av Thomson 1869.  Campiglossa genalis ingår i släktet Campiglossa och familjen borrflugor. Inga underarter finns listade.